# Ellerbek
Ellerbek település Németországban, Schleswig-Holstein tartományban. Lakosainak száma 4249 fő (2023. december 31.).

## Népesség
A település népességének változása:
| Lakosok száma | 3986 | 4153 | 4160 | 4230 | 4289 | 4322 | 4249 |
|               | 1975 | 2014 | 2017 | 2019 | 2021 | 2022 | 2023 |